# Oh Eun-seok
Oh Eun-seok (em hangul: 오은석; em hanja: 吳恩錫; Daegu, 2 de abril de 1983) é um esgrimista sul-coreano de sabre. Ele disputou três edições de Jogos Olímpicos, conquistando uma medalha de bronze nos Jogos de Londres, em 2012. Eun-seok também conquistou várias medalhas em campeonatos mundiais, continentais, Jogos Asiáticos e eventos da Copa do Mundo.

## Biografia
Oh Eun-seok nasceu no dia 2 de abril de 1983, em Daegu, Coreia do Sul.

## Carreira

### Jogos Olímpicos
Eun-seok participou de três edições dos Jogos Olímpicos: os Jogos Olímpicos de Verão de 2004, 2008 e 2012. Na primeira edição, em Atenas, ele foi derrotado na primeira partida para o francês Julien Pillet. Eun-seok qualificou-se para o evento individual dos Jogos Olímpicos de Verão de 2008, em Pequim. Em 12 de agosto, ele debutou com uma vitória sobre o bielorrusso Dmitry Lapkes; contudo, terminou sendo eliminado na rodada seguinte, com uma derrota para o francês Nicolas Lopez (15–11), terminando na décima terceira colocação. Quatro anos depois, nos Jogos de Londres, ele integrou a equipe de sabre da Coréia do Sul. Como membro reserva, Eun-seok atuou apenas na decisão contra a Romênia e, na ocasião, venceu Alexandru Sirițeanu em catorze segundos. Por fim, conquistou a medalha de ouro juntamente com Gu Bon-gil, Won Woo-young e Kim Jung-hwan.

### Campeonatos Mundiais

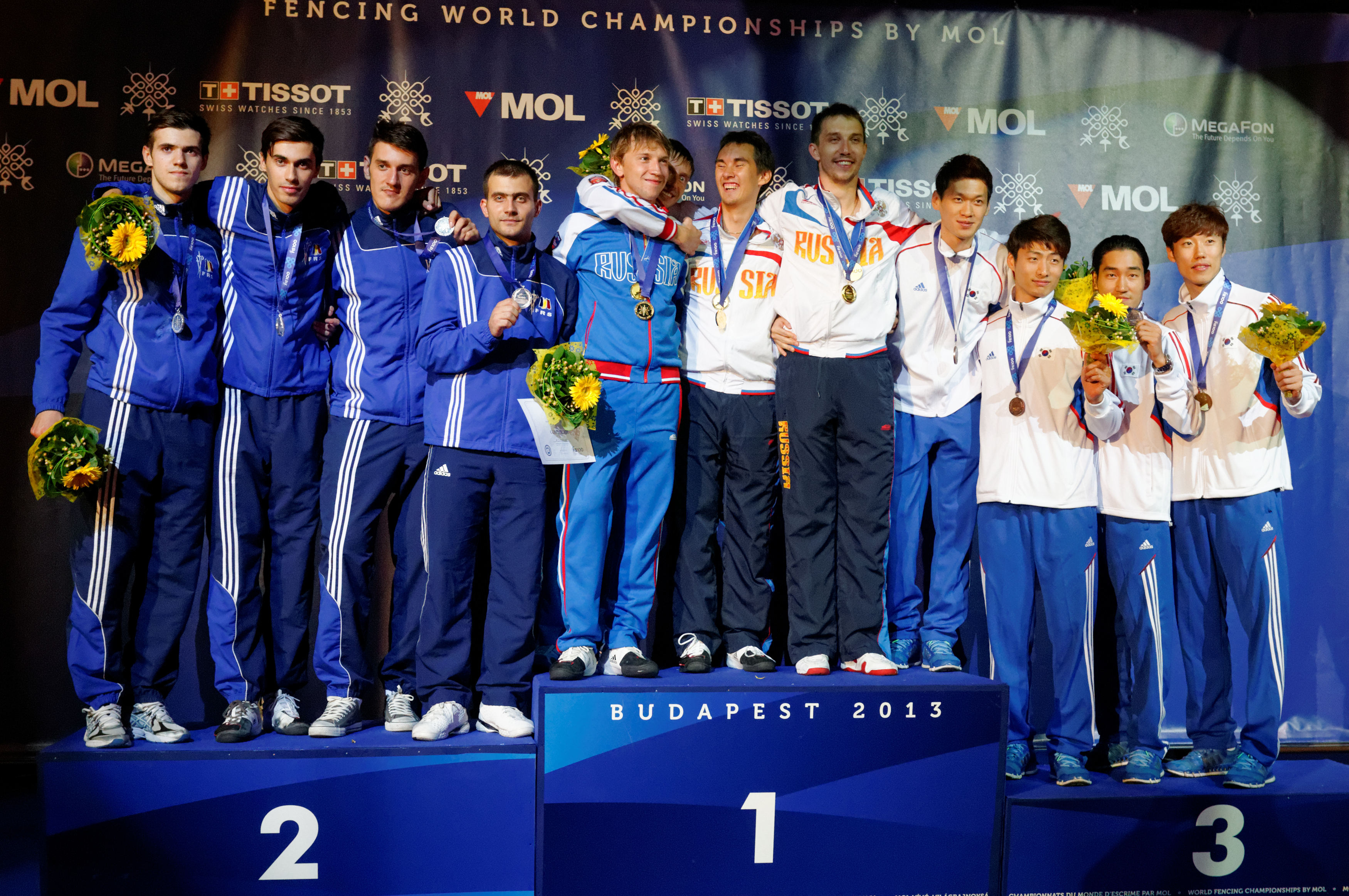
Pódio do evento por equipes do Campeonato Mundial de 2013.

A primeira medalha de Eun-seok em mundiais foi conquistada na edição de 2007, no evento de São Petersburgo: um bronze no evento individual. Seis anos depois, no mundial de Budapeste, ele integrou a equipe sul-coreana que conquistou a medalha de bronze sobre a Bielorrússia. No ano seguinte, voltou ao pódio com a equipe de sabre, desta vez ganhando a medalha de prata.

### Copa do Mundo
Em eventos da Copa do Mundo, Eun-seok possuí seis medalhas, incluindo duas de ouro: 24 de janeiro de 2004, em Londres, e 22 de maio de 2010, em Madrid; uma prata em Banguecoque (2008); e três bronzes: Varsóvia (2003 e 2006), e Carabobo (2006).
Já em outros eventos, ganhou duas pratas nos Grande Prêmio de Teerã (2006) e Moscou (2010), além de um bronze em Pádua (2010).